# España en los Juegos Paralímpicos de París 2024
España estuvo representada en los Juegos Paralímpicos de París 2024 por un total de 139 deportistas, 86 hombres y 53 mujeres.

## Medallistas
El equipo paralímpico español obtuvo las siguientes medallas:
| Nombre                                                                                              | Deporte                    | Evento                                           |
| --------------------------------------------------------------------------------------------------- | -------------------------- | ------------------------------------------------ |
| Oro                                                                                                 |                            |                                                  |
| Ricardo Ten                                                                                         | Ciclismo en ruta           | Contrarreloj C1 masculino                        |
| Sergio Garrote                                                                                      | Ciclismo en ruta           | Contrarreloj H2 masculino                        |
| Anastasiya Dmytriv                                                                                  | Natación                   | 100 m braza SB8 femenino                         |
| Iñigo Llopis                                                                                        | Natación                   | 100 m espalda S8 masculino                       |
| Susana Rodríguez                                                                                    | Triatlón                   | PTVI femenino                                    |
| Daniel Molina                                                                                       | Triatlón                   | PTS3 masculino                                   |
| Plata                                                                                               |                            |                                                  |
| Sara Martínez                                                                                       | Atletismo                  | Salto de longitud T12 femenino                   |
| David José Pineda                                                                                   | Atletismo                  | 400 m T20 masculino                              |
| Alberto Suárez                                                                                      | Atletismo                  | Maratón T12 masculino                            |
| Alfonso Cabello Pablo Jaramillo Ricardo Ten                                                         | Ciclismo en pista          | Velocidad por equipos C1-5 mixto                 |
| Eduardo Santas                                                                                      | Ciclismo en ruta           | Contrarreloj C3 masculino                        |
| Sergio Garrote                                                                                      | Ciclismo en ruta           | Ruta H1-2 masculino                              |
| Nuria Marqués                                                                                       | Natación                   | 100 m espalda S9 femenino                        |
| Nuria Marqués                                                                                       | Natación                   | 200 m espalda SM9 femeninos                      |
| Marta Fernández                                                                                     | Natación                   | 100 m libre S3 femenino                          |
| Antoni Ponce                                                                                        | Natación                   | 100 m braza SB5 masculino                        |
| Marta Francés                                                                                       | Triatlón                   | PTS4 femenino                                    |
| Bronce                                                                                              |                            |                                                  |
| Alba García                                                                                         | Atletismo                  | Salto de longitud T11 femenino                   |
| Álvaro del Amo                                                                                      | Atletismo                  | Disco F11 masculino                              |
| Álvaro del Amo                                                                                      | Atletismo                  | Peso F11 masculino                               |
| Joan Munar                                                                                          | Atletismo                  | Salto de longitud T11 masculino                  |
| Alfonso Cabello                                                                                     | Ciclismo en pista          | 1 km contrarreloj C4-5 masculino                 |
| Ricardo Ten                                                                                         | Ciclismo en pista          | Persecución individual C1 masculino              |
| Damián Ramos                                                                                        | Ciclismo en ruta           | Contrarreloj C4 masculino                        |
| Judith Rodríguez                                                                                    | Esgrima en silla de ruedas | Florete individual A femenino                    |
| Marta Arce                                                                                          | Judo                       | –57 kg J2 femenino                               |
| Marta Fernández                                                                                     | Natación                   | 50 m braza SB3 femenino                          |
| Anastasiya Dmytriv                                                                                  | Natación                   | 50 m espalda S3 femenino                         |
| Teresa Perales                                                                                      | Natación                   | 50 m espalda S2 femenino                         |
| María Delgado                                                                                       | Natación                   | 100 m espalda S12 femenino                       |
| Nuria Marqués                                                                                       | Natación                   | 200 m espalda SM9 femeninos                      |
| Miguel Luque                                                                                        | Natación                   | 50 m braza SB3 masculino                         |
| Enrique Alhambra                                                                                    | Natación                   | 100 m mariposa S13 masculino                     |
| José Ramón Cantero María Delgado Emma Feliú Enrique Alhambra                                        | Natación                   | 4 × 100 m libre (49 ptos.) mixto                 |
| Iñigo Llopis Anastasiya Dmytriv José Antonio Marí-Alcaraz Sarai Gascón Nuria Marqués Óscar Salguero | Natación                   | 4 × 100 m estilos (34 ptos.) mixto               |
| Ander Cepas                                                                                         | Tenis de mesa              | Individual SM9 masculino                         |
| Daniel Caverzaschi Martín de la Puente                                                              | Tenis en silla de ruedas   | Dobles masculino                                 |
| Juan Antonio Saavedra                                                                               | Tiro                       | Rifle de aire en posición tendida 10 m SH1 mixto |
| Nil Riudavets                                                                                       | Triatlón                   | PTS4 masculino                                   |